# Crioprecipitado
El crioprecipitado, también llamado crio, es un hemoderivado elaborado a partir del plasma sanguíneo. Se utiliza en problemas de coagulación sanguínea, como hemorragias obstétricas debidas a un bajo nivel de fibrinógeno, y afibrinogenemia congénita Aunque se ha utilizado para la hemofilia A o la enfermedad de von Willebrand, se prefieren concentrados de factores de coagulación más específicos. Se administra mediante inyección intravenosa. No se requieren pruebas de compatibilidad, aunque se prefiere la compatibilidad de los grupos ABO si es posible. Suele administrarse a los adultos en dos grupos de 5 unidades.
Los efectos secundarios pueden incluir fiebre, reacciones alérgicas, reacción hemolítica aguda, TRALI e infecciones. Por lo general no debe utilizarse en hemorragias urinarias. Se elabora descongelando plasma fresco congelado a 4 °C centrifugándolo y recogiendo el precipitado. A continuación se resuspende en una pequeña cantidad de plasma residual (generalmente entre 15 y 30 ml) y se vuelve a congelar para su almacenamiento. Contiene factor VIII, factor von Willebrand (VWF), fibrinógeno, fibronectina y factor XIII.
El crioprecipitado fue desarrollado en 1964 por Judith Pool  y fue el primer tratamiento para la hemofilia A. Está incluido en la Lista de Medicamentos Esenciales de la Organización Mundial de la Salud. Puede conservarse a -25 °C durante hasta un año y medio. Una vez descongelado y a temperatura ambiente, debe utilizarse en un plazo  4 horas. En el Reino Unido, el Servicio Nacional de Salud paga alrededor de 181 libras por una dosis combinada de cinco unidades de crioprecipitado, lo que resulta más económico que el concentrado de fibrinógeno.